# Bertrand du Cor de Duprat de Damrémont
Pour les articles homonymes, voir Cor.
Jean Bernard Marie Bertrand du Cor de Duprat de Damrémont, né le 19 octobre 1879 au Château de Baffé à Saint-Martin-des-Champs (Manche) et mort le 29 mars 1958 à Paris 16e, est un général de brigade de cavalerie français.

## Biographie

### Famille et vie privée
Bertrand du Cor de Duprat nait en 1879 comme fils de Xavier du Cor de Duprat (1848-1929), alors capitaine instructeur au 24e régiment de dragons et qui sera colonel au 4e régiment de hussards de Meaux en 1900 et d' Aliette du Bouëxic de La Driennais, qui a reçu de sa mère le château de Baffé. Par sa grand-mère paternelle, il est l'arrière petit-fils du baron Cabannes de Cauna, député des Landes sous la Restauration.
Le 18 avril 1906, il épouse Clémentine Eve Denys de Damrémont (1883-1972) arrière-petite-fille et dernière descendante à porter le nom du général de Damrémont, gouverneur général de l'Algérie française tué en 1837 lors du siège de Constantine. Le 21 février 1908 il est autorisé à faire l'addition de Damrémont à son nom.
Le 26 octobre 1909, leur nait à Paris une fille, Hélène du Cor de Duprat de Damrémont. Le 22 juin 1932, celle-ci épouse, à Paris, Elzéar de Castellane, arrière-arrière petit-fils d'Henri-César de Castellane-Majastre et frère du comte de Castellane-Majastre.

### Carrière militaire

#### Formation
Il est élève de l'école spéciale militaire de Saint-Cyr dès 1899 et sort de la promotion d'In' Salah comme sous-lieutenant affecté au 15e régiment de chasseurs à cheval le 1er octobre 1901.
En 1902, il suit les cours de l'école d'application de cavalerie, dont il sort avec la note générale « bien ».

#### Début de carrière en temps de paix
Nommé lieutenant le 1er octobre 1903, il passe au 18e régiment de chasseurs à cheval le 13 juin 1904.
De retour d'une année de non activité, il est affecté au 6e régiment de dragons le 29 décembre 1909.
Il est nommé au 2e régiment de spahis algériens le 8 mars 1914 pour faire campagne en Algérie puis au Sahara et passe au 5e régiment de spahis le 23 juin 1914. 

#### Première guerre mondiale
À partir du 31 juillet 1914, il participe à la campagne du Maroc. En septembre 1914, au sein de la colonne du territoire de Bou Denib, voyant le feu pour la première fois, il gagne une première citation en conduisant « son peloton avec bravoure et adresse dans un combat violent ». Le 19 novembre 1914, il repasse au 2e régiment de spahis algériens par permutation avec le lieutenant Bonamy dans l'intérêt du service. Il est nommé capitaine le 22 février 1915 et prend le commandement du 9e escadron nouvellement créé. En mai 1915, en colonne chez les Beni Ouaraïne, à l'engagement d'Ain Bou Massaï (près de Tahla) il gagne une seconde citation. « Pendant le retour de la colonne à son bivouac », il exerce « un retour offensif des plus efficaces, contre un groupe nombreux de marocains qui serrait de très près l'arrière garde de la colonne ». De novembre 1915 à janvier 1916, il participe à la lutte contre Abd-el-Malek fils d'Abdelkader. Il obtient une troisième citation pour avoir, le 27 janvier 1916, « brillamment commandé à la poursuite du contingent d'Abd-el-Malek conduisant lui-même ses hommes sur les crêtes les plus dangereuses et toujours présent au point le plus délicat », avoir « organisé la razzia du camp d'Abd-el-Malek » et en colonne chez les Beni Bouayaya s'être « de nouveau distingué, le 30 janvier 1916, à l'attaque du village des Klos »,.
Il demande à rentrer en France pour y combattre et se fait affecter au 10e régiment de hussards. Il rejoint la France en mars 1916. Il participe à la bataille défensive de Verdun, son escadron assurant un service de circulation. De juin à octobre, il cantonne en Argonne pour y tenir tranchée dans le secteur du Four de Paris. En octobre 1916, une bronchite le force à séjourner à l'hôpital d'Arcis-sur-Aube. En décembre, il est sur la Somme où par grand froid ses hussards sont détachés à la circulation et aux tranchées pour évacuer les munitions des premières lignes.
À sa demande, du Cor de Damrémont est affecté temporairement au 1er bataillon de chasseurs à pied (43e division d'infanterie) le 15 février 1917 en tant que capitaine adjudant-major. Lors de la Bataille du Chemin des Dames, il se distingue devant la ferme du Panthéon le 6 juin 1917, contribuant « pour une forte part au succès de la journée » et y gagnant une citation à l'ordre de l'armée et une commotion légère provoquée par l'explosion
d'un obus de gros calibre. Le 14 juillet 1917, il est fait chevalier de la Légion d'Honneur. Il est cité à l'ordre de la 6e armée pour son comportement, le 23 octobre 1917, à la Bataille de la Malmaison.
En janvier 1918, il est détaché au cours de chef de bataillon d'infanterie au centre d'instruction de la 6e armée à Belfort. Le 17 mars 1918, il passe par décision du GQG au 158e régiment d'infanterie pour y exercer le commandement du premier bataillon. Il est promu au grade de chef d'escadron à titre temporaire le 4 mai 1918. Le 27 mai 1918, les allemands rompent le front français de la 6e armée dans le secteur du chemin des Dames et franchissent l'Aisne. Le 28 mai 1918, le régiment est amené en camion à Arcy-Sainte-Restitue pour colmater la brèche. Du 29 mai au 3 juin, il est engagé dans une suite de durs combats en retraite. Le 29 mai, le premier bataillon défend le village de Brange. Lorsque la localité est presque entièrement occupée par l'ennemi, Du Cor de Duprat sait « en retirer la plus grande partie de son bataillon en lui faisant franchir des pentes soumises à un barrage de mitrailleuses allemandes avec le minimum de pertes pour son unité ». Le 10 juin, il est cité à l'ordre de la 6e armée,.
Lors de bataille de la montagne de Reims, le 15 juillet au nord de Suippes, ayant reçu l'ordre de tenir avec son bataillon une position intermédiaire à tout prix, il se maintient en place « bien que son flanc ait été complétement découvert par suite du repli d'une unité voisine » et aide « cette unité à reprendre ses positions et à rétablir par de brillantes contre-attaques sa propre ligne entamée par de violentes attaque ennemies ». Il est cité en tant que « chef de bataillon de 1er ordre » à l'ordre de la 4e armée,.
Le régiment passe à l'offensive le 26 septembre 1918 au nord de Perthes-lès-Hurlus. Le 27 septembre alors que son bataillon est en flèche face à Tahure, il est blessé d'une balle au pied droit « au cours d'une violente attaque ennemie au moment où il se portait en première ligne pour faire face au danger ». Il est cité à l'ordre de la 4e armée le 24 décembre 1918,.

#### Entre-deux-guerres
En 1919, il est affecté à sa demande dans l'armée polonaise. Le 6 mars, il est désigné pour commander la cavalerie de la 6e division de chasseurs polonais. Il est affecté à Graudenz comme chef de bureau de l'instruction le 28 février 1920. Il est nommé au grade de lieutenant colonel au titre polonais le 18 mai 1920.
Rapatrié de Pologne, il est affecté au 23e régiment de dragons, le 5 août 1920.
Durant la révolte druze en 1926 et 1927, il commande des escadrons du 21e régiment de spahis marocains. Il intervient dans le Djebel el-Druze et participe aux opérations pour la conquête et le nettoyage de l'oasis de Damas, la Ghouta, en juillet 1926.
En février 1928, le lieutenant-colonel du Cor de Duprat de Damrémont est muté au 11e régiment de cuirassiers.
En 1932, il est colonel au 9e régiment de cuirassiers à Lyon.
De 1933 à 1936, il commande le 4e régiment de spahis marocains à Senlis.
Jusque là commandant par intérim de la 2e brigade de cavalerie à Angers, le 15 octobre 1936, le colonel du Cor de Damrémont prend le commandement par intérim de la 1re brigade de cavalerie à Angers, la cavalerie se réorganisant à l'occasion de la création de la 2e division légère mécanique.
Le 2 juin 1937, il prend le commandement de la 1re brigade de spahis à Compiègne par permutation avec le général Decarpentry. Du Cor de Damrémont est nommé général de brigade en septembre 1937. Lors de la visite du roi George VI à Paris en juillet 1938, le général du Cor de Damrémont est en tête des cortèges et défilés suivi de ses spahis,.

#### Fin de carrière durant la drôle de guerre
À la tête de la 1ère brigade de spahis il reçoit le 29 août 1939 une mission de couverture en avant de la ligne Maginot. La brigade doit assurer la protection du centre industriel de Longwy et en faciliter le cas échéant l'évacuation. Le 19 octobre, ayant atteint la limite d'âge, il est versé dans le cadre de réserve et remplacé par intérim par le colonel Jouffrault.
Son dossier est conservé par le Service historique de la Défense sous la cote 13 YD 1296.

## Distinctions
- Commandeur de la Légion d'honneur (2 juillet 1936)[29]

- Croix de guerre 1914–1918
- Médaille coloniale avec agrafe "Maroc"
- Médaille interalliée de la Victoire
- Médaille commémorative de la guerre 1914–1918